# فابیو جووردانو
فابیو جووردانو (انگلیسی: Fabio Giordano؛ زادهٔ ۶ فوریهٔ ۱۹۸۳) بازیکن فوتبال اهل ایتالیا است.
از باشگاه‌هایی که در آن بازی کرده‌است می‌توان به باشگاه فوتبال تورینو، باشگاه فوتبال فوجا، باشگاه فوتبال چیتادلا، باشگاه فوتبال دلفینو پسکارا، و باشگاه فوتبال پیزا اشاره کرد.